# Okręg wyborczy województwo kaliskie do Senatu Rzeczypospolitej Polskiej
Okręg wyborczy województwo kaliskie do Senatu Rzeczypospolitej Polskiej obejmował w latach 1989–2001 obszar województwa kaliskiego. Wybierano w nim 2 senatorów, przy czym w latach 1989–1991 obowiązywała zasada większości bezwzględnej, zaś w latach 1991–2001 większości względnej.
Powstał w 1989 wraz z przywróceniem instytucji Senatu. Zniesiony został w 2001, na jego obszarze utworzono nowe okręgi nr 3, 11 i 35.
Siedzibą okręgowej komisji wyborczej był Kalisz.

## Reprezentanci okręgu
| Rok  | Senator komitet wyborczy                     | Senator komitet wyborczy                    | Senator komitet wyborczy                    | Senator komitet wyborczy                        |
| ---- | -------------------------------------------- | ------------------------------------------- | ------------------------------------------- | ----------------------------------------------- |
| 1989 |                                              | Edward Wende Unia Demokratyczna (1991)      |                                             | Jerzy Pietrzak                                  |
| 1991 |                                              | Edward Wende Unia Demokratyczna (1991)      |                                             | Marek Czemplik Unia Demokratyczna               |
| 1993 |                                              | Grzegorz Woźny Sojusz Lewicy Demokratycznej |                                             | Stanisław Sikorski Sojusz Lewicy Demokratycznej |
| 1997 | Genowefa Ferenc Sojusz Lewicy Demokratycznej |                                             | Andrzej Krzak Akcja Wyborcza Solidarność    |                                                 |
| 2001 | okręg zniesiony, patrz okręgi nr 3, 11 i 35  | okręg zniesiony, patrz okręgi nr 3, 11 i 35 | okręg zniesiony, patrz okręgi nr 3, 11 i 35 | okręg zniesiony, patrz okręgi nr 3, 11 i 35     |

## Wyniki wyborów
Symbolem „●” oznaczono senatorów ubiegających się o reelekcję.

### Wybory parlamentarne 1989
| Kandydat                                                          | Głosów  | %     |
| ----------------------------------------------------------------- | ------- | ----- |
| Edward Wende                                                      | 188 147 | 68,27 |
| Jerzy Pietrzak                                                    | 167 628 | 60,83 |
| Roman Kupijaj                                                     | 39 544  | 14,35 |
| Stefan Nawrocki                                                   | 28 010  | 10,16 |
| Mieczysław Woźniak                                                | 20 410  | 7,41  |
| Zbigniew Frąszczak                                                | 16 239  | 5,89  |
| Jerzy Tomaszewski                                                 | 10 061  | 3,65  |
| Wincenty Pawlaczyk                                                | 9286    | 3,37  |
| Marek Łakomy                                                      | 8070    | 2,93  |
| Zbyszko Szmaj                                                     | 6449    | 2,34  |
| Zygmunt Leszczyński                                               | 6279    | 2,28  |
| Liczba głosów ważnych: 275 586 Źródło: Państwowa Komisja Wyborcza |         |       |

### Wybory parlamentarne 1991
| Kandydat                                              | Kandydat                 | Komitet wyborczy                                     | Głosów |
| ----------------------------------------------------- | ------------------------ | ---------------------------------------------------- | ------ |
|                                                       | Edward Wende●            | Unia Demokratyczna                                   | 62 274 |
|                                                       | Marek Czemplik           | Unia Demokratyczna                                   | 29 265 |
|                                                       | Henryk Sarnowski         | Sojusz Lewicy Demokratycznej                         | 27 369 |
|                                                       | Andrzej Krzak            | Porozumienie Obywatelskie Centrum                    | 25 925 |
|                                                       | Stanisław Sikorski       | Sojusz Lewicy Demokratycznej                         | 25 666 |
|                                                       | Edward Horoszkiewicz     | KW Ziemi Kaliskiej                                   | 25 209 |
|                                                       | Antoni Pietkiewicz       | Porozumienie Obywatelskie Centrum                    | 24 662 |
|                                                       | Mariusz Kubiak           | Wyborcza Akcja Katolicka                             | 23 938 |
|                                                       | Józef Sałata             | Porozumienie Ludowe                                  | 22 927 |
|                                                       | Jan Mosiński             | Niezależny Samorządny Związek Zawodowy „Solidarność” | 21 962 |
|                                                       | Wiesław Pluta            | Polskie Stronnictwo Ludowe Sojusz Programowy         | 18 341 |
|                                                       | Jan Kardas               | Polskie Stronnictwo Ludowe Sojusz Programowy         | 17 617 |
|                                                       | Władysław Kościelniak    | Chrześcijańska Demokracja                            | 17 066 |
|                                                       | Szczepan Kwapisz         | Unia Wielkopolan                                     | 14 568 |
|                                                       | Mieczysław Walczykiewicz | Wyborcza Akcja Katolicka                             | 13 470 |
|                                                       | Eugeniusz Adamski        | Stronnictwo Demokratyczne                            | 10 650 |
|                                                       | Henryk Nowak             | Stronnictwo Demokratyczne                            | 8504   |
| Frekwencja: 44,41% Źródło: Państwowa Komisja Wyborcza |                          |                                                      |        |

### Wybory parlamentarne 1993
| Kandydat                                              | Kandydat            | Komitet wyborczy                     | Głosów |
| ----------------------------------------------------- | ------------------- | ------------------------------------ | ------ |
|                                                       | Grzegorz Woźny      | Sojusz Lewicy Demokratycznej         | 69 191 |
|                                                       | Stanisław Sikorski  | Sojusz Lewicy Demokratycznej         | 61 182 |
|                                                       | Marian Jóźwiak      | Polskie Stronnictwo Ludowe           | 61 043 |
|                                                       | Edward Wende●       | Unia Demokratyczna                   | 55 111 |
|                                                       | Marian Grządka      | Unia Demokratyczna                   | 30 374 |
|                                                       | Andrzej Krzak       | „Zjednoczenie Polskie”               | 28 713 |
|                                                       | Jerzy Kiszka        | Bezpartyjny Blok Wspierania Reform   | 28 230 |
|                                                       | Jerzy Pietrzak      | KW Liga Wielkopolska                 | 27 292 |
|                                                       | Wojciech Bachor     | Kongres Liberalno-Demokratyczny      | 27 096 |
|                                                       | Zygmunt Rolicz      | Konfederacja Polski Niepodległej     | 22 918 |
|                                                       | Wojciech Domagalski | Koalicja dla Rzeczypospolitej        | 22 237 |
|                                                       | Zbigniew Białek     | Niezależny KW „Kaliszanie 2000”      | 22 108 |
|                                                       | Marek Strojs        | Bezpartyjny Blok Wspierania Reform   | 19 853 |
|                                                       | Zygmunt Dębicki     | Zjednoczenie Chrześcijańsko-Narodowe | 18 359 |
| Frekwencja: 56,59% Źródło: Państwowa Komisja Wyborcza |                     |                                      |        |

### Wybory parlamentarne 1997
| Kandydat                                              | Kandydat                  | Komitet wyborczy                    | Głosów |
| ----------------------------------------------------- | ------------------------- | ----------------------------------- | ------ |
|                                                       | Genowefa Ferenc           | Sojusz Lewicy Demokratycznej        | 78 157 |
|                                                       | Andrzej Krzak             | Akcja Wyborcza Solidarność          | 77 310 |
|                                                       | Elżbieta Kałuża-Maniewska | Akcja Wyborcza Solidarność          | 73 222 |
|                                                       | Stanisław Sikorski●       | Sojusz Lewicy Demokratycznej        | 72 084 |
|                                                       | Kajetan Pakowski          | Unia Wolności                       | 42 718 |
|                                                       | Józef Gryszka             | Polskie Stronnictwo Ludowe          | 35 541 |
|                                                       | Grzegorz Świec            | Polskie Stronnictwo Ludowe          | 24 782 |
|                                                       | Bogdan Janiak             | Krajowa Partia Emerytów i Rencistów | 24 061 |
|                                                       | Ryszard Zadka             | Blok dla Polski                     | 12 551 |
| Frekwencja: 48,73% Źródło: Państwowa Komisja Wyborcza |                           |                                     |        |